# Wilhelm Iwanski
Wilhelm Iwanski (* 25. August 1911 in Eickel oder in Wanne; † 1. Februar 1985 in Iserlohn-Letmathe) war ein deutscher Schriftsteller.  

## Leben
Iwanski wurde als zehntes Kind eines Bergmanns geboren. Nach dem Besuch der Volksschule in Wanne-Eickel absolvierte er von 1926 bis 1928 eine Lehre als Bau- und Kunstschlosser. Ab 1929 war er im technischen Betrieb der katholischen Wanne-Eickeler Volkszeitung tätig, bis diese 1934 verboten wurde. Erwerbslos geworden zog er nach Letmathe um, wo er als Schweißer, Autoschlosser, Gürtler und Pförtner arbeitete.
Wilhelm Iwanski war freier Mitarbeiter beim Iserlohner Kreisanzeiger und bei den Letmather Nachrichten. Er war Mitbegründer des Hagener Autorenkreises Ruhr-Mark.

## Werke
- Unruhiges Herz. Erzählungen. Letmathe, 1955.
- Die Friedenstanne. Weihnachtserzählungen. Letmathe, 1956.
- Tor der Heimat. Heimatgeschichtliche Erzählungen. Letmathe, 1957.
- Mit beiden Füßen auf der Erde. Gedichte. Letmathe, 1962.
- Hier bin ich zu Hause. Gedichte. Letmathe, 1964, 1967.
- Heimatwanderung. Gedichte. Letmathe, 1973.
- Amor und die Schlüsselkinder. Erzählung. Letmathe, 1965.
- Heimat und Ferne. Gedichte. Letmathe, 1968.
- Heimat-Wanderung. Bildband mit Gedichten. Letmathe, 1974.